# Encarsia lipaleyrodis
Encarsia lipaleyrodis är en stekelart som beskrevs av Krishnan och Vasantharaj David 1996. Encarsia lipaleyrodis ingår i släktet Encarsia och familjen växtlussteklar. Inga underarter finns listade i Catalogue of Life.